# Euhode
Euhode (en llatí Euhodus) fou un llibert de l'emperador Septimi Sever i tutor de Caracal·la. La seva dona Euhòdia va ser la dida de Caracal·la. A petició del jove príncep va contribuir a la ruïna del massa poderós Plaucià (Plautianus), però, encara que va rebre molts honors per aquest fet, aviat va ser condemnat a mort, el 211 acusat d'afavorir a Geta el germà de Caracal·la.